# Plectris barda
Plectris barda är en skalbaggsart som beskrevs av Blanchard 1850. Plectris barda ingår i släktet Plectris och familjen Melolonthidae. Inga underarter finns listade i Catalogue of Life.